# Machine Gun (album des Commodores)
Pour les articles homonymes, voir Machine Gun.
Albums de Commodores
Caught in the Act
(1975)
Singles
1. The Zoo (The Human Zoo)
Sortie : 16 mars 1972
2. Machine Gun
Sortie : 23 mars 1974
3. I Feel Sanctified
Sortie : 1er octobre 1974

Machine Gun est le premier album studio du groupe américain Commodores, sorti le 22 juillet 1974 chez Motown.

## Accueil commercial
L'album s'est notamment classé à la 22e place du classement Billboard Top Soul Albums et à la 138e place du Billboard 200. Machine Gun a été certifié double disque d'or en Australie.
Le premier extrait de l'album, The Zoo (The Human Zoo), est sorti le 16 mars 1972 aux États-Unis, sans atteindre les hit-parades initialement. Lors de sa réédition, sortie le 1er novembre 1974 au Royaume-Uni,, la chanson se classe à la 44e place du UK Singles Chart.
La chanson éponyme s'est classée aux États-Unis à la 7e place du Billboard R&B Singles et à la 22e place du Billboard Hot 100,, devenant ainsi le premier succès du groupe. En tant que single, Machine Gun a également atteint la 20e place du Singles Chart britannique et du RPM Pop Singles Chart canadien,. Le single suivant, I Feel Sanctified atteint la 75e place du Billboard Hot 100 et la 12e place du classement Billboard R&B,.

## Liste des titres
| 1. | Machine Gun (instrumental)  | Milan Williams                                                                              | 2:43 |
| 2. | Young Girls Are My Weakness | William King, Ronald LaPread                                                                | 2:42 |
| 3. | I Feel Sanctified           | Lionel Richie, Jeffrey Bowen, Ronald LaPread, Walter Orange, Milan Williams, Thomas McClary | 3:30 |
| 4. | The Bump                    | Milan Williams                                                                              | 4:11 |
| 5. | Rapid Fire (instrumental)   | Milan Williams                                                                              | 3:08 |

| Face B | Face B                     | Face B                                        | Face B | Face B | Face B | Face B | Face B | Face B | Face B |
| No     | Titre                      | Auteur                                        | Durée  |        |        |        |        |        |        |
| ------ | -------------------------- | --------------------------------------------- | ------ | ------ | ------ | ------ | ------ | ------ | ------ |
| 1.     | The Assembly Line          | Gloria Jones, Pam Sawyer                      | 5:10   |        |        |        |        |        |        |
| 2.     | The Zoo (The Human Zoo)    | Gloria Jones, Pam Sawyer                      | 3:16   |        |        |        |        |        |        |
| 3.     | Gonna Blow Your Mind       | Thomas McClary, Walter Orange, Milan Williams | 6:09   |        |        |        |        |        |        |
| 4.     | There's a Song in My Heart | Lionel Richie                                 | 2:38   |        |        |        |        |        |        |
| 5.     | Superman                   | Lionel Richie                                 | 2:39   |        |        |        |        |        |        |
| 36:06  |                            |                                               |        |        |        |        |        |        |        |

## Crédits

### Commodores
- Lionel Richie – chant, saxophones, claviers
- Milan Williams (en) – claviers, guitares
- Thomas McClary (en) – chant, guitares
- Ronald LaPread (en) – basse
- Walter Orange – batterie, chant, percussion
- William King (en) – trompette, percussion

### Production
- Producteurs – James Anthony Carmichael (pistes 1, 2, 4, 5, 8, 10); Commodores (1, 2, 4, 5, 8, 10); Jeffrey Bowen et George Tobin (3) ; Gloria Jones et Pam Sawyer (6, 7); Clayton Ivey et Terry Woodford (9).
- Arrangements – James Anthony Carmichael (1-5, 8, 10); Commodores (1, 2, 4-8, 10); George Tobin (3); Gloria Jones (6, 7); Clayton Ivey et Terry Woodford (9).
- Arrangements des cuivres (3) – James Anthony Carmichael
- Effets – Cal Harris
- Photographie – Jim Britt

## Classements et certifications

### Classements hebdomadaires
| Classement (1974)             | Meilleure position |
| ----------------------------- | ------------------ |
| Australie (Kent Music Report) | 37                 |
| États-Unis (Billboard 200)    | 138                |
| États-Unis (Top Soul LPs)     | 22                 |
| Nouvelle-Zélande (RIANZ)      | 27                 |

### Certifications
| Région                                | Certification | Ventes/Streams |
| ------------------------------------- | ------------- | -------------- |
| Australie (ARIA)                      | Or            | 20 000^        |
| ^Mise en rayon selon la certification |               |                |